# Universidad Miguel de Cervantes
La Universidad Miguel de Cervantes (UMC) es una universidad privada autónoma chilena con sede en Santiago Centro, fundada en 1996 con base en el pensamiento humanista cristiano y nombrada en honor al escritor español Miguel de Cervantes.
Actualmente se encuentra acreditada por la Comisión Nacional de Acreditación (CNA-Chile) por un período de 3 años (de un máximo de 7), desde marzo de 2022 hasta marzo de 2025.Está en la posición 58 según el ranking de Webometrics 2024.Figura en la posición 66 dentro de las universidades chilenas según la clasificación webométrica del CSIC (julio de 2022).

## Historia
La universidad fue reconocida oficialmente el 27 de noviembre de 1997, mediante Decreto Exento N.º 1169 del Ministerio de Educación. Su autonomía fue otorgada el 15 de enero de 2009. El año 2017 casi la totalidad de las carreras estaban acreditadas, junto a los principales Programas de Magister. Así, el año 2018 se alcanzó la acreditación institucional. 

## Organización

### Rectoría
- Marigen Hornkohl Venegas (12.2023-a la fecha)
- Gutenberg Martínez Ocamica (03.2010-12.2023)
- Francisco Cumplido (1997-03.2010)

### Secretaría General
- Verónica Peñaloza (Secretaria General Subrogante)

### Vicerrectoría
- Adrián Pereira Santana (Vicerrector Académico)
- Mauricio Espinosa Sanhueza (Vicerrector de Administración y Finanzas)
- Francisca Ortega Frei (Vicerrectora de Comunicaciones y Vinculación con el Medio)

## Escuelas y Carreras
Actualmente imparte once carreras conducentes al grado de Licenciado y tres Magíster en las áreas de Educación y Psicopedagogía.

### Escuelas
- Escuela de Administración y Negocios
- Escuela de Ciencia Política y Administración Pública
- Escuela de Derecho
- Escuela de Psicología
- Escuela de Trabajo Social
- Escuela de Licenciatura en Educación

### Pregrado
- Derecho
- Trabajo Social
- Psicología
- Ciencia Política y Administración pública
- Ingeniería Comercial
- Ingeniería en Administración de Recursos Humanos
- Ingeniería en Informática
- Auditoría
- Licenciatura en Educación a distancia
- Licenciatura en Trabajo Social a distancia

### Postgrado
- Magíster Profesional en Educación mención Gestión de Calidad
- Magíster Profesional en Educación mención Currículum y Evaluación basado en Competencias
- Magíster Profesional en Psicopedagogía

### Educación Continua
- Postítulos a Distancia
- Postítulos Presenciales
- Diplomados y cursos

## Investigación
El Instituto Latinoamericano de Relaciones Internacionales (ILRI), perteneciente a la universidad, ha publicado libros de actualidad internacional, ciclos de conferencias y diplomados. Sus publicaciones se desarrollan generalmente con el patrocinio de la Fundación Konrad Adenauer.